# Menino do Pelô
"Menino do Pelô" é uma canção gravada em 1991 pela artista musical brasileira Daniela Mercury para seu álbum de estréia auto-intitulado.

## Informação
Escrita por Saul Barbosa e Gerônimo, "Menino do Pelô" aborda o período no qual a região do Pelourinho da cidade de Salvador estava passando por uma intensa degradação sócio-econômica. É, basicamente, um pedido de paz para as crianças que habitavam a então área pobre da cidade. Algum tempo depois do lançamento da canção, Antônio Carlos Magalhães, então governador da Bahia, ordenou a expulsão dos moradores do Pelourinho, para restaurá-lo, o que causou um inchaço ainda maior nas favelas da capital baiana.[carece de fontes?]

## Sucesso
A canção, que conta com a participação especial do Olodum, foi lançada como o segundo compacto do primeiro álbum solo de Mercury e fez enorme sucesso em todo o país[carece de fontes?]. Em 1994, após o sucesso do álbum O Canto da Cidade, a canção foi relançada e reconquistou parte de seu sucesso inicial.

## Performances ao vivo
"Menino do Pelô" é um dos poucos sucessos de Mercury que raramente integram o repertório de seus shows. Não está presente em nenhum outro álbum da cantora, e integra apenas o DVD O Canto da Cidade - 15 Anos, que traz o especial de fim de ano de 1992, que foi ao ar pela Rede Globo.